# Elimar Murken
Gustav Friedrich Elimar Murken (* 10. Januar 1870 in Oldisleben; † 24. Juni 1946 in Oldenburg (Oldb)) war ein deutscher Jurist, Bankdirektor und Politiker.

## Leben
Murken war der Sohn der aus Varel stammenden Küperstocher Catharina Murken, die als Haushälterin bei dem Stadtdirektor Dietrich Klävemann beschäftigt war. Später wurde von dem Stadtgutsbesitzer C. Schuster in Wurzen im Großherzogtum Sachsen-Weimar-Eisenach als Pflegesohn angenommen und besuchte dort von 1880 bis 1889 das Gymnasium. Bis 1893 studierte er Jura an der Universität Leipzig. Noch während des Studiums bewarb er sich für um die Zulassung zum juristischen Vorbereitungsdienst der Justizverwaltung des Großherzogtums, wurde aber abgelehnt, da er nicht die sächsische Staatsbürgerschaft besaß. Nach einem Zusatzsemester an der Universität Straßburg im Reichsland Elsaß-Lothringen legte er 1894 die erste juristische Staatsprüfung in Colmar ab und begann im folgenden Jahr den Vorbereitungsdienst im Großherzogtum Oldenburg. Dort durchlief er die üblichen Ausbildungsstationen und bestand 1899 die zweite Staatsprüfung.
Danach war er zunächst bei der Stadtverwaltung Delmenhorst tätig und wurde 1902 Stadtsyndikus in Oldenburg. Den Kommunaldienst verließ er am 1. Juni 1907 auf eigenen Antrag und trat als juristisches Mitglied in die Direktion der Oldenburgischen Spar- und Leihbank ein, der er bis zur Zusammenlegung dieser Bank mit der Oldenburgischen Landesbank 1935 angehörte. Nach seiner Pensionierung engagierte sich Murken im Bund der Kleinrentner und war seit 1941 auch Justitiar der Landesbauernschaft Weser-Ems. Mit seinen Tätigkeiten als Vorstandsmitglied der Museumsgesellschaft und seinen Mitgliedschaften bei der Oldenburgischen Liedertafel und seit 1915 im Literarisch-geselligen Verein war er auch gesellschaftlich sehr aktiv.
Ab 1919 engagierte sich Murken dazu noch in der Politik, als er sich in diesem Jahr der neu gegründeten Deutschen Demokratischen Partei (DDP) anschloss. Er war Abgeordneter der verfassunggebenden Landesversammlung von 1919 sowie der beiden folgenden Oldenburgischen Landtage und ab 1919 auch Mitglied des Oldenburger Stadtrats. Am 20. Dezember 1921 legte er sein Landtagsmandat nieder, behielt aber seinen Sitz im Stadtrat, in dem er sich vor allem im Theaterausschuss für die Erhaltung des Landestheaters einsetzte. 1931 schied er ebenfalls aus dem Stadtrat aus.

## Familie
Murken war mit der aus Delmenhorst stammenden Anna Elisabeth geb. Hoyer (1876–1948) verheiratet, das Ehepaar hatte zwei Söhne.